# Buada
Buada je okrug u otočnoj državi Nauru, u središtu otoka. Ovdje se nalazi laguna Buada koja glasi kao jedno od najljepših mjesta na otoku. Buada graniči na sjeveru s okruzima Denigomodu i Nibok, na istoku s Anibareom, na jugu s okruzima Meneng i Yaren, te na zapadu s okruzima Aiwo i Boe. Ovo je jedini okrug na Nauruu koji nema izlaz na more. Na području okruga nalazi se dio željeznice i kapelica. Ovaj okrug dio je izbornog okruga Buada.
Do 1968. današnji teritorij okruga bilo je područje gdje se nalazilo 8 povijesnih sela. To su:
1. Abwaw
2. Adungidungur
3. Anakawidwo
4. Anoreo
5. Ara
6. Aromwemwe
7. Bangabanga
8. Bogi
9. Eanuawirieria
10. Eateegoba
11. Oreb
12. Redeta
13. Ubweno
14. Webwebin